# Nikolaj Ivanovič Ašinov
Nikolaj Ivanovič Ašinov (in russo: Никола́й Ива́нович Ашинов, talvolta trascritto come Achinov, Atchinov o Atchimoff; Caricyn, 1856 – 1902 ?) è stato un esploratore, avventuriero e linguista russo.
Il suo nome è legato alla spedizione di Sagallo, primo ed unico tentativo russo di stabilire una colonia in Africa.

## Biografia
Nato nel 1856 a Caricyn da una famiglia di povere origini, Ašinov ebbe le sue prime esperienze mercantili al seguito delle tratte carovaniere operanti fra la Persia e la Russia. Nel 1877-1878 partecipò come volontario alla guerra russo-turca, rivendicando per sé il titolo tradizionale cosacco di atamano, nonostante la sua appartenenza etnica fosse tutt'altro che verificata.
Unitosi alla "Fratellanza dei liberi cosacchi", si spostò prima a San Pietroburgo e poi a Mosca, cercando di convincere le élite locali a supportare il suo progetto di liberazione delle popolazioni di origine cosacca a suo dire stanziate nei territori persiani ed ottomani.
Col tempo l'interesse di Ašinov si concentrò sul continente africano, in particolare sull'Impero d'Etiopia, unico stato al tempo ancora sostanzialmente libero dall'influenza europea, e nel quale l'avventuriero pensò di poter avviare una propria avventura coloniale, sfruttando la vicinanza fra la locale chiesa ortodossa e quella russa.
Nel 1885 si trasferì quindi a Massaua, allora principale porto dell'Eritrea italiana. Da lì si spostò nella regione del Tigrè con l'intento di favorire l'avvicinamento politico e religioso fra l'impero abissino e la Russia zarista. Ašinov riuscì ad intrattenere rapporti con alcuni dignitari della corte del Negus Giovanni IV, accreditandosi come rappresentante imperiale russo ed ottenendo, a suo dire, il permesso di stabilire un insediamento russo nel golfo di Tagiura.
Tornato in patria, cercò di guadagnare alla sua causa il sostegno dei circoli mercantili e dell'amministrazione zarista. Nel 1887 soggiornò a Parigi nel tentativo di ottenere l'appoggio dei circoli panslavi presenti in città, sognando una improbabile collaborazione russo-francese.
Dopo un nuovo sopralluogo in Abissinia, Ašinov ebbe modo di mettere a frutto le conoscenze acquisite durante il suo soggiorno in Africa pubblicando nel 1888 il primo manuale di traduzione dal cirillico all'amarico ed il primo dizionario russo-abissino. Riuscì infine ad ottenere un appoggio "informale" al suo piano da parte del ministro della marina I. Shestakov e di altri dignitari della corte imperiale, che decisero di non supportare ufficialmente l'impresa per timore di possibili ripercussioni negative nei rapporti con Francia e Italia, ma la avallarono tacitamente, pronti ad intestarsene i meriti qualora essa avesse avuto successo e ad utilizzarla come base per la costruzione di una presenza coloniale duratura in Africa.

## La spedizione di Sagallo (1889)

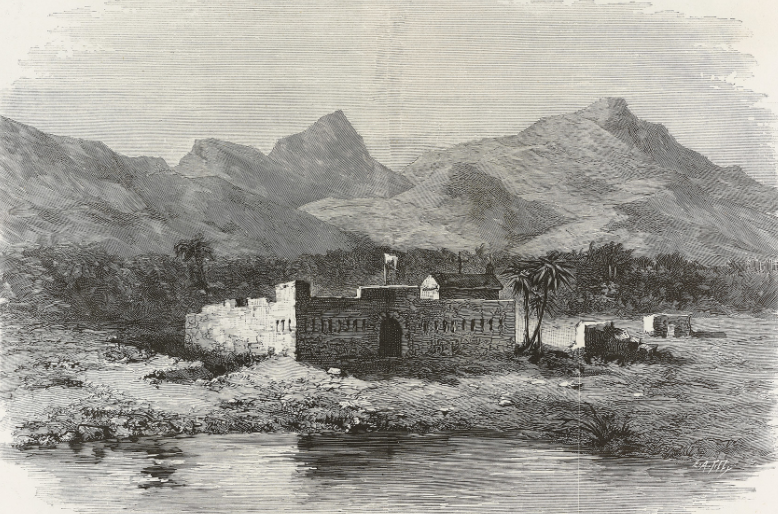
Il forte di Sagallo in una illustrazione

Nel dicembre 1888 Ašinov salpò da Odessa alla guida di circa 200 fra cosacchi e sacerdoti ortodossi, questi ultimi guidati da un archimandrita, e fece ritorno nel Corno d'Africa, sbarcando il 6 gennaio 1889 nel golfo di Tagiura. Accolta da alcuni sacerdoti etiopi, la spedizione giunse il 14 gennaio presso il forte di Sagallo, in precedenza costruito dalle truppe egiziane ed ora abbandonato, e ne prese possesso. Il presidio venne rinominato "Nuova Mosca" e dichiarato possedimento russo.
L'insediamento attirò immediatamente l'attenzione dei rappresentanti francesi ed italiani nella zona, che temevano che la mossa di Ašinov fosse il primo passo verso un possibile espansionismo russo in Africa orientale. Emissari francesi si recarono nella fortezza nel tentativo di convincere i coloni ad abbandonarla, e ricevuta risposta negativa il governo transalpino inviò un reclamo formale alla corte dello Zar Alessandro III, che prese ufficialmente le distanze dalla spedizione cosacca.
Il 17 febbraio 1889 una piccola flotta francese composta da quattro navi, comandata dal retroammiraglio Jean-Baptiste Léon Olry arrivò al largo di Sagallo e fece fuoco contro il forte, causando 6 morti e 22 feriti. La guarnigione capitolò senza opporre resistenza e i sopravvissuti vennero velocemente rimpatriati.
Considerato l'unico responsabile, Ašinov fu processato e condannato a tre anni di confino forzato nella regione di Saratov. Nel 1890 riuscirà a fuggire e a rifugiarsi prima a Parigi e poi a Londra, cercando sempre di convincere lo zar e l'opinione pubblica a riabilitare la propria impresa, senza tuttavia avere successo. Richiamato in patria da Alessandro III nel 1891 fu condannato nuovamente a dieci anni di confino a Černihiv, città nella quale visse fino al 1902 (secondo altre fonti se ne persero invece le tracce).